# Ирвин, Лесли (парашютист)
Ле́сли Леро́й И́рвин (англ. Leslie Leroy Irvin; 10 сентября 1895, Лос-Анджелес, Калифорния, США — 9 октября 1966, там же) — американский парашютист и предприниматель; первый американец, разработавший и испытавший парашют для экстренного покидания самолёта, основатель крупнейшей в своё время фирмы-производителя парашютов Irving Air Chute Company.

## Биография
Лесли Лерой Ирвин родился 10 сентября 1895 года в Лос-Анджелесе, штат Калифорния, США.
В юности Ирвин познакомился с парашютистом Чарльзом Бродвиком, по протекции которого в 16-летнем возрасте совершил свой первый прыжок с парашютом. Достигнув совершеннолетия, стал работать каскадёром для голливудских кинокомпаний. В 1914 году он был первым, кто спрыгнул с самолета с высоты 1000 футов (около 300 метров), выполняя трюк для фильма Sky High.
Ирвин поступил на работу в компанию Curtiss Aeroplane Company в Буффало, штат Нью-Йорк, где разработал парашют свободного падения диаметром 32 фута. Он испытал его на манекенах, сбрасываемых с самолётов Кёртисса, и подал заявку на патент США. Пока он работал в Буффало, он внёс изменение в конструкцию парашюта, начав изготавливать его не из хлопка, а из шёлка, чему поспособствовал торговец шёлком Джорд Уэйт, ставший деловым партнёром Ирвина.
Около 1917 года Ирвин присоединился к группе парашютов, которые на аэродроме Маккук Филд вблизи Дейтона, штат Огайо разрабатывали парашют по заказу Авиационной службы армии США. Здесь 28 апреля 1919 года он совершил первый преднамеренный прыжок в свободном падении парашютом.

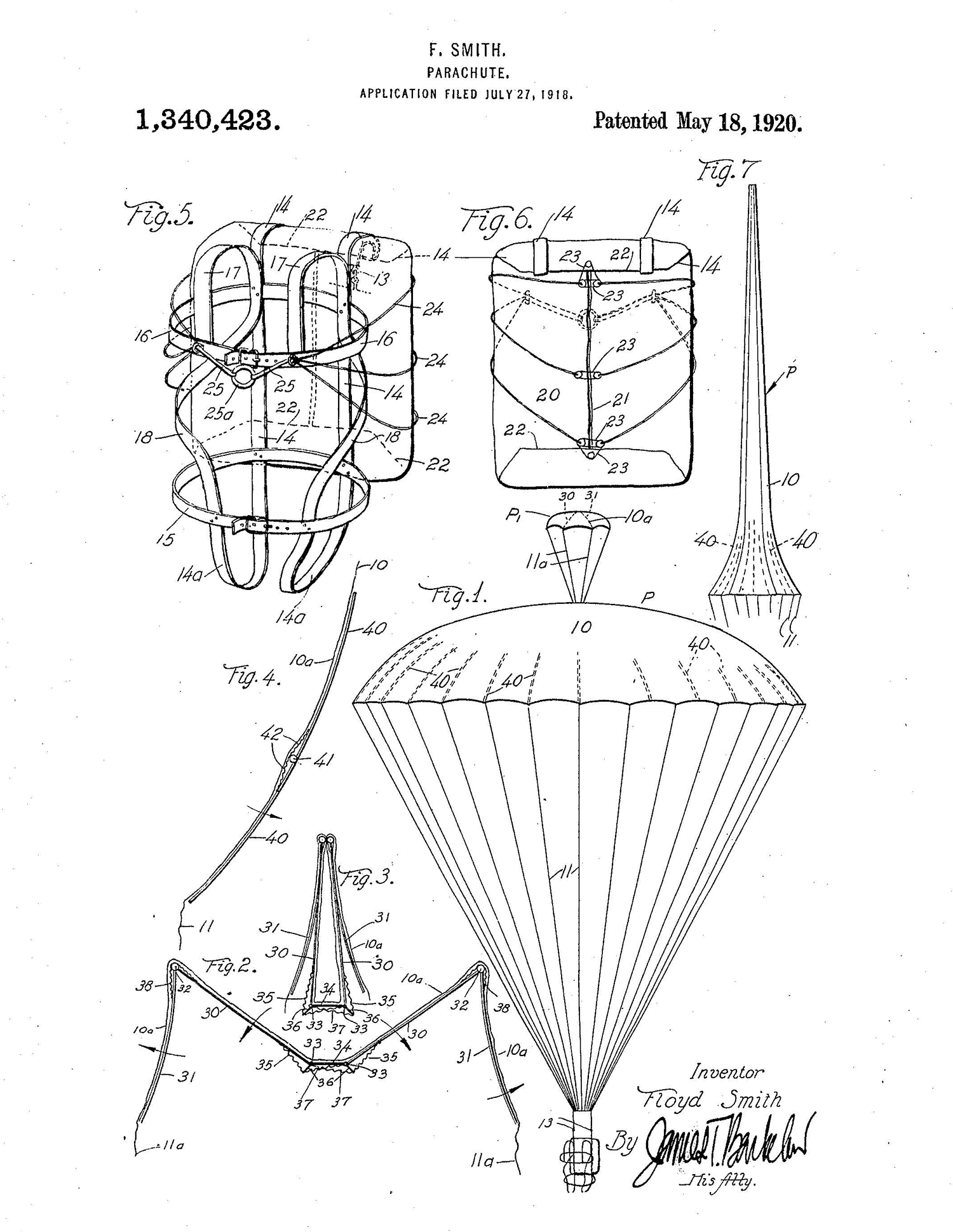
Патент на парашют Джеймса Флойда Смита.

После заключения перемирия в Первой мировой войне работу по созданию усовершенствованного парашюта для покидания самолетов возглавил майор авиационной службы США Эдвард Хоффман. Конструкция должна была объединять в себе лучшие элементы нескольких конструкций парашютов. Среди участников группы были Ирвин и Джеймс Флойд Смит. Команда испытала 17 моделей парашютов с помощью манекенов, в результате которых для окончательных испытаний был отобран парашют модели Смита, получивший название «Тип А».
28 апреля 1919 года состоялись испытания нового парашюта с живым парашютистом. Испытывать его вызвался Ирвин. Полёт совершался на биплане de Havilland DH9, который пилотировал Смит. Во время полёта на скорости 100 миль/час (около 160 км/ч), на высоте 1500 футов (450 метров) над землей Ирвин покинул самолёт с парашютом типа А на спине и запасным парашютом на груди, и вручную дёрнул за шнур, полностью раскрыв парашют на высоте 1000 футов (300 метров). Ирвин стал первым американцем, прыгнувшим с самолёта и вручную раскрывшим парашют в воздухе. Новый парашют сработал безупречно, хотя Ирвин сломал лодыжку при приземлении. В тот же день Флойд Смит подал заявку на патент парашюта типа А. Совет по парашютам определил, что ранцевый парашют теснит кабину пилота, и в результате изменения конструкции парашют был перенесен ниже на спине пилота, став парашютом «сидячего типа». Команда авиабазы в процессе испытаний парашюта типа А совершила более 1000 прыжков. Эти успешные испытания привели к тому, что авиационное командование признало использования парашюта обязательным для всех полётов.
Парашют типа А характеризовался тремя ключевыми элементами:
- хранение парашюта в мягкой сумке, надеваемой на спину, как это продемонстрировал Чарльз Бродвик ещё в 1906 году;
- разрывной шнур для ручного развертывания парашюта на безопасном расстоянии от самолета по проекту Альберта Лео Стивенса; и
- вытяжной парашют, который извлекает основной парашют из чехла.

Менее чем через два месяца после первого прыжка Ирвина в Буффало, штат Нью-Йорк, была основана компания Irving Air Chute Company, ставшая первым в мире разработчиком и производителем парашютов. Легенда гласит, что машинистка случайно изменила слово «Ирвин» на «Ирвинг», под этим именем компания и была зарегистрирована, и лишь в 1970 году ошибка была исправлена.
Майор Хоффман написал инструкции для армии США по использованию парашюта типа А, и армейская авиационная служба разместила заказ на 300 парашютов у компании, предложившей самую лучшую цену — Irving Air Chute Company Лесли Ирвинга. Состоялась судебная тяжба между Ирвином и Смитом за право использования патента, которую Ирвин проиграл. Но правительство США выкупило у Флойда Смита право на использование патента, выплатив тому компенсацию в размере 3500 долларов, и передало патент компании Ирвина. Оригинальный парашют с разрывным шнуром 1919 года выставлен в музее ВВС в Дейтоне, штат Огайо.

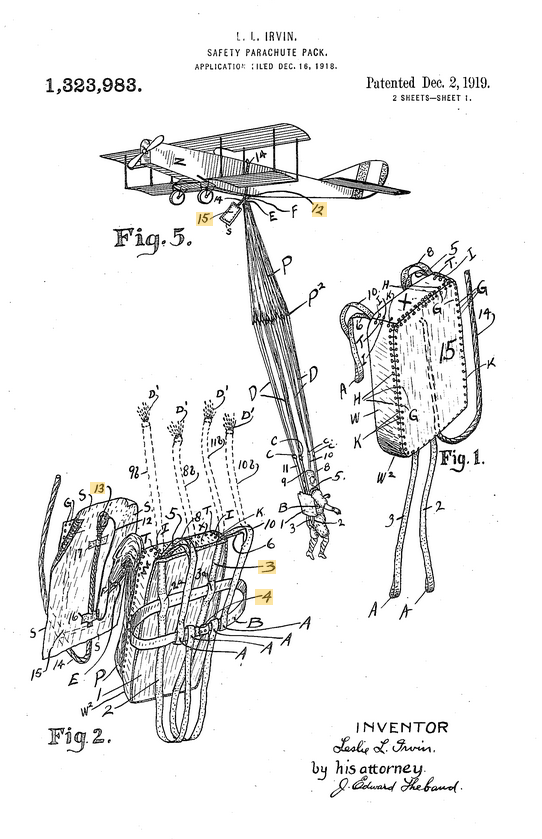
Патент на парашют Лесли Ирвина

В старой рекламной брошюре компании Irving Air Chute Company утверждалось, что первым, кому спас жизнь парашют Ирвина, был некий «гражданский Уильям О’Коннор» (так в брошюре), и что это произошло 24 августа 1920 года на аэродроме Маккук Филд, однако подтверждения этой информации нет. Первым подтверждённым спасённым парашютом типа А человеком был лейтенант Гарольд Р. Харрис, начальник лётной станции Маккук Филд, который 20 октября 1922 года спрыгнул с вышедшего из строя истребителя-моноплана Loening PW-2 с высоким крылом. Парашют, спасший Харриса, был торжественно водружён на стену парашютной лаборатории Маккука. 
Во время посещения авиабазы авиационный журналист местной газеты Dayton Herald Морис Хаттон и фотограф Верн Тиммерман предположили, что в будущем парашют спасёт ещё немало жизней. И они предложили создать своеобразный клуб спасшихся благодаря парашюту людей. Два года спустя компания Ирвина учредила клуб Caterpillar Club (с англ. — «Клуб “Гусеница”»), награждая золотым значком пилотов, которые успешно покидали вышедшие из строя самолёты с помощью парашюта Ирвина. В 1922 году Лесли Ирвин обязался дарить золотой значок каждому человеку, чья жизнь была спасена одним из его парашютов. К концу Второй мировой войны число членов организации, имеющих значки Ирвина, выросло до 34 000 человек, а к нашему времени общее число людей, спасенных парашютами Ирвина, оценивается в 100 000 человек. Преемник первоначальной компании Ирвина до сих пор дарит значки людям, совершившим прыжок. Вслед за Irving Air Chute Company, другие производители парашютов также стали выдавать значки в виде гусеницы за успешные прыжки. Так, GC Parachutes создала свой Золотой клуб в 1940 году, а Switlik Parachute Company из Трентона, штат Нью-Джерси, выпускала золотые и серебряные значки гусеницы.
Компания Irving Air Chute стала крупнейшим производителем парашютов в мире. К 1937 году 38 иностранных государств закупали продукцию компании Ирвина. Закупались они и в СССР. Так 25 апреля 1927 года при испытаниях истребителя парашют Ирвинга спас жизнь после вынужденного прыжка ставшему впоследствии знаменитым генералом авиации Михаилу Громову. В 1929 году на фабрику Irving Air Chute Company состоялась командировка советского комбрига Леонида Минова, который в ходе визита даже лично совершил три прыжка с парашютом. После своего возвращения в СССР Минов летом 1930 года создал в 11-й авиабригаде Московского военного округа группу парашютистов в количестве 30 человек. 2 августа 1930 года в ходе проходивших учений 12 человек провели десантирование с помощью парашютов Ирвина на поле вблизи хутора Клочково под Воронежем, и с тех пор 2 августа в СССР, а затем в России отмечается как день ВДВ.
В 1940 году компания Ирвина, совместно с основанной в 1932 году британской компанией GQ Parachutes стала главным разработчиком вытяжного фала — особых строп, которые принудительно раскрывают парашют в момент прыжка. Разработанная тогда система прослужила в течение всей Второй мировой войны и ещё пару десятилетий после её окончания. В течение всей Второй Мировой Irving Air Chute Company была одним из ведущих поставщиков десантного снаряжения для армии США. 
Лесли Ирвин умер в Лос-Анджелесе 9 октября 1966 года.
Вплоть до 1970 года основанная Ирвином компания сохраняла ошибочное наименование с «г» на конце. В 1996 году она была переименована в Irvin Aerospace, а с 1 июля 2012 года вошла в состав группы HDT Global. Затем компания ещё несколько раз меняла владельцев, пока в 2013 году не слилась с британской компанией GQ Parachutes (с которой сотрудничала ещё во времена Второй Мировой), образовав компанию IrvinGQ, ставшую частью мирового консорциума Transdigm Group. Сегодня объединённая компания имеет несколько производств в различных частях Великобритании, а также в Тулузе, Франция, её персонал составляет более 300 человек, а оборот — более 45 миллионов фунтов.

## Комментарии
1. ↑  Патент США № 1,323,983; подан 16 декабря 1918 года; выдан 2 декабря 1919 года.
2. ↑  Патент США № 1,340,423; подан 27 июля 1918 года; выдан 18 мая 1920 года.
3. ↑  Около 55,5 тысяч долларов по курсу 2021 года.